# Kenny Cunningham
Kenny Cunningham (n. 7 iunie 1985, Desamparados Canton⁠(d), San José Province⁠(d), Costa Rica) este un fotbalist costarican.
Între 2011 și 2016, Cunningham a jucat 14 de meciuri și a marcat 1 goluri pentru echipa națională a Costa Ricăi.

## Statistici
| Costa Rica | Costa Rica | Costa Rica |
| An         | Meciuri    | Goluri     |
| ---------- | ---------- | ---------- |
| 2011       | 2          | 1          |
| 2012       | 1          | 0          |
| 2013       | 8          | 0          |
| 2014       | 2          | 0          |
| 2015       | 0          | 0          |
| 2016       | 1          | 0          |
| Total      | 14         | 1          |